# Asthenodipsas malaccanus
Asthenodipsas malaccanus е вид влечуго от семейство Pareatidae. Видът не е застрашен от изчезване.

## Разпространение
Разпространен е в Бруней, Индонезия (Калимантан и Суматра), Малайзия (Западна Малайзия, Сабах и Саравак) и Тайланд.